# 2-Hydroxy-5-octanoylbenzoesäure
Die 2-Hydroxy-5-octanoylbenzoesäure, auch β-Lipohydroxysäure (LHA), ist eine durch eine lipophile Kette aus acht Kohlenstoffatomen substituierte Salicylsäure. Diese gehört zur Gruppe der Beta-Hydroxysäuren (BHA) und ist eine natürliche Substanz, die in verschiedenen Pflanzen (z. B. Weidenrinde) vorkommt. LHA findet Verwendung als kosmetisches Produkt als Peeling-Wirkstoff.

## Geschichte
LHA wurde in den späten 1980er-Jahren von der Firma L’Oréal Recherche entwickelt. In der Literatur werden verschiedene Synonyme für die Substanz angegeben.

## Eigenschaften
LHA ist ein Derivat der Salicylsäure, bei dem ein Octanoylrest an der 5′-Position der Salicylsäure verknüpft ist. Sie ist in Wasser unlöslich.

## Pharmakologie
LHA dringt wegen des hydrophoben Charakters nicht so tief in die Haut ein wie vergleichsweise Salicylsäure. Nur etwa 6 % gelangen in tiefere Hautschichten als das stratum corneum, der äußersten Schicht der Epidermis. Dort bewirkt sie eine gezielte Abschuppung auf Ebene der Korneozyten durch Bruch der dazwischen liegenden Desmosome (Corneosome). Da der Bruch an der Grenzfläche zur nächsttieferen Schicht, dem stratum disjunctum, erfolgt, sind diese Brüche relativ exakt. Neben dem Peeling-Effekt soll LHA die Zellteilung in der oberen Hautschicht stimulieren.
LHA zeigt zudem einen schützenden Effekt gegenüber dermatologische Schäden durch UV-Licht. Hierbei kann es durch UV-Licht gebildete reaktive Sauerstoffpartikel (Singulett-Sauerstoff 1O2, Hyperoxidanionen O2−) unschädlich machen. Darüber hinaus konnte für die Säure auch eine antibakterielle sowie antimikrobielle Wirkung gegenüber Malassezia furfur nachgewiesen werden. 
Schließlich zeigt LHA eine gute Hautverträglichkeit.